# Merrilliopanax
Merrilliopanax es un género de fanerógamas perteneciente a la familia  Araliaceae, que comprende cinco especies.
Es endémico de Yunnan en China.

## Taxonomía
El género fue descrito por Hui Lin Li y publicado en Sargentia; continuation of the contributions from the Arnold arboretum of Harvard University 2: 62. 1942. La especie tipo es: Merrilliopanax listeri

## Especies
| - Merrilliopanax alpinus - Merrilliopanax chinensis H.L.Li - Merrilliopanax cordifolius Sastry - Merrilliopanax listeri - Merrilliopanax membranifolius |